# Fillmore (Missouri)
Fillmore és una població dels Estats Units a l'estat de Missouri. Segons el cens del 2000 tenia 211 habitants.

## Demografia
Segons el cens del 2000, Fillmore tenia 211 habitants, 83 habitatges, i 52 famílies. La densitat de població era de 581,9 habitants per km².
Dels 83 habitatges en un 37,3% hi vivien nens de menys de 18 anys, en un 51,8% hi vivien parelles casades, en un 6% dones solteres, i en un 37,3% no eren unitats familiars. En el 32,5% dels habitatges hi vivien persones soles el 12% de les quals corresponia a persones de 65 anys o més que vivien soles. El nombre mitjà de persones vivint en cada habitatge era de 2,54 i el nombre mitjà de persones que vivien en cada família era de 3,29.
Per edats la població es repartia de la següent manera: un 31,8% tenia menys de 18 anys, un 10% entre 18 i 24, un 29,4% entre 25 i 44, un 18% de 45 a 60 i un 10,9% 65 anys o més.
L'edat mediana era de 32 anys. Per cada 100 dones de 18 o més anys hi havia 102,8 homes.
La renda mediana per habitatge era de 31.750 $ i la renda mediana per família de 28.750 $. Els homes tenien una renda mediana de 26.667 $ mentre que les dones 22.917 $. La renda per capita de la població era de 13.047 $. Entorn del 18% de les famílies i el 15,2% de la població estaven per davall del llindar de pobresa.

## Poblacions més properes
El següent diagrama mostra les poblacions més properes.